# Enrique Favez

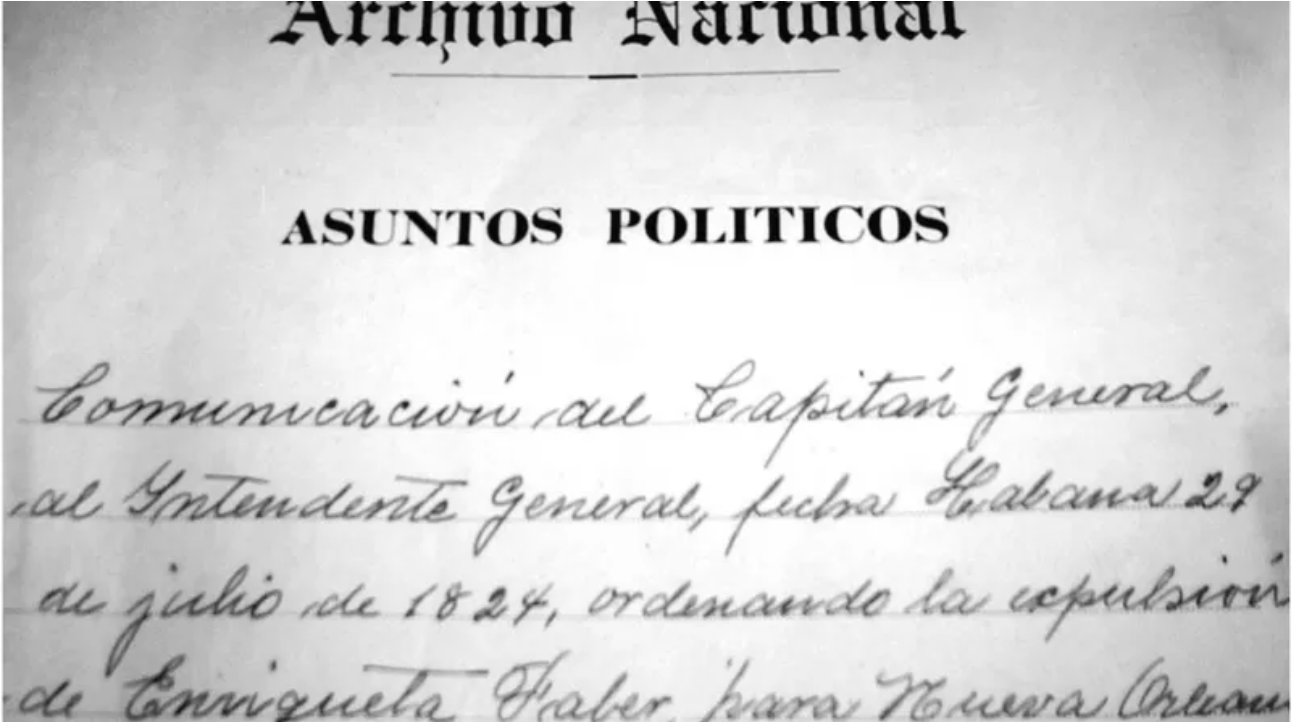
Procès d'Enriqueta Favez de 1823 a Santiago de Cuba.

Enrique Favez (nascut amb el nom d'Enriqueta Favez) (c. 1791 – 1856) va ser un metge suís que treballà a l'exèrcit de Napoleó i a Cuba. Tot i que físicament va nàixer dona, Favez es va autoidentificar sempre com a home.

## Biografia
Enriqueta Favez va nàixer al si d'una família de la burgesia de Lausana, Suïssa, al voltant de 1791. Es va casar amb un soldat francès quan tenia 15 anys (c. 1806). Tres anys més tard, tant el seu marit com la seva filla havien mort.
Favez va romandre a París i va començar a estudiar medicina a la Sorbona, va prendre la vestimenta i la identitat d'un oficial de l'exèrcit del seu difunt espòs. Després de la graduació, treballà com a cirurgià de l'exèrcit francès durant les Guerres Napoleòniques, fins que va ser capturat per les tropes de Wellington a Espanya.
Després de la guerra, Favez va partir cap a Cuba per a tal de començar una nova vida sota el nom d'Enrique Favez. S'inicià en la pràctica de la medicina a Baracoa, que era una ciutat plena de pirates a la regió oriental de Cuba. La seua clientela incloïa a molts pobres del lloc, a qui també els va ensenyar a llegir i a escriure.
Finalment, Favez es va casar amb una dona pobre de la zona, Juana de Léon, que era conscient del sexe biològic del seu marit. Un temps després, començaren les sospites al voltant del sexe de Favez. Va ser detingut i sotmès a judici, on uns exàmens varen revelar la seua identitat. Favez va ser possiblement un dels primers casos documentats de transexualitat, a la seua defensa, va afirmar que posseïa un esperit d'home atrapat al cos d'una dona.
Favez va ser condemnat a una pena de presó a una presó de l'Havana. Va ser posat en llibertat als 33 anys i va anar a viure amb familiars seus a Nova Orleans, EUA, que aviat varen fer que Favez ingressés a un convent per a protegir el nom i la reputació de la família.
Sota el nom de sor Magdalena, va seguir prestant assistència mèdica als pobres, i més endavant va acabar convertint-se en una missionera a Mèxic. Va morir a Nova Orleans als 65 anys. L'historiador Julio César González Pagés, va aconseguir localitzar la seua tomba a Nova Orleans abans que aquesta fos destruïda per l'huracà Katrina.